# Kaskady Myi
Kaskady Myi (860 m n.p.m.) – wodospad w Sudetach Zachodnich, w województwie dolnośląskim.
Kaskady Myi znajdują się w południowo-zachodniej Polsce, w Sudetach Zachodnich, w Karkonoskim Padole Śródgórskim, na południe od miejscowości Przesieka, na północnym zboczu Śląskiego Grzbietu. Obiekt ten często mylony jest z wodospadem o nazwie Kaskada Myi.
Jest to ciąg kilku małych wodospadów poniżej Szwedzkich Skał na spływającym ze zbocza Śląskiego Grzbietu górskim potoku Myi płynącym po kamienistym dnie Doliny Myi. W rejonie Szwedzkich Skał spadek terenu jest tak duży, że tworzy szereg kilku wodospadów, charakteryzujących się pionowymi kamiennymi spadkami zboczy. Kaskady powstały w wyniku gwałtownego dźwigania bloku skalnego Karkonoszy podczas alpejskich ruchów górotwórczych, a czynnikiem decydującym o współczesnej rzeźbie kaskad było czwartorzędowe zlodowacenie, które ustąpiło ok. 10 000 lat temu.